# Parti communiste suisse
Pour les articles homonymes, voir Parti communiste.
Ne doit pas être confondu avec Parti communiste (Suisse).
Le Parti communiste suisse est un parti politique suisse de tendance communiste, qui a existé entre 1921 et 1944.

## Histoire
Le Parti communiste suisse est fondé le 6 mars 1921 par la fusion du groupe des « vieux-communistes » avec l'aile gauche du Parti socialiste suisse qui avait adhéré aux thèses de la « gauche de Zimmerwald » en 1915.
Après quelques années de quasi-indépendance, le parti devient une section de la IIIe internationale et suit le mouvement de bolchévisation de celle-ci à partir de 1924. Comprenant environ 6 500 membres à sa création, le parti connaît ses principaux succès politiques dans les années 1920 avec en particulier trois députés au Conseil national en 1925, avant de décroitre dans les années 1930.
Ses militants sont principalement des travailleurs qualifiés, dont beaucoup sont des employés municipaux ou d’État, en particulier des travailleurs des transports publics. Il compte environ 15 % de femmes ; un pourcentage élevé pour un parti politique, celles-ci étant traditionnellement tenues éloignées de la vie politique en Suisse. Le Parti communiste, qui comprend des militantes emblématiques comme Rosa Bloch ou Rosa Grimm, s'engage en faveur du droit de vote des femmes. Il organise par ailleurs le départ de volontaires pour les Brigades internationales pendant la guerre d’Espagne. Cependant, la marge de manœuvre du parti est de plus en plus restreinte en raison de la législation anticommuniste.
Au déclenchement de la Seconde Guerre mondiale, la propagande communiste, puis le parti lui-même, sont interdits. Il renait grâce à une alliance avec la Fédération socialiste suisse en 1943. L'année suivante, le Parti communiste suisse disparait à la suite de son adhésion au Parti ouvrier, futur Parti suisse du travail.

## Personnalités
- Emil Arnold, conseiller national
- Marino Bodenmann, premier premier secrétaire du parti
- Jakob Herzog
- Jules Humbert-Droz (également membre de l'Union des socialistes chrétiens)
- Fritz Platten
- Franz Welti, premier président du parti et conseiller national
- Lydia Dübi